# Bautz'ner

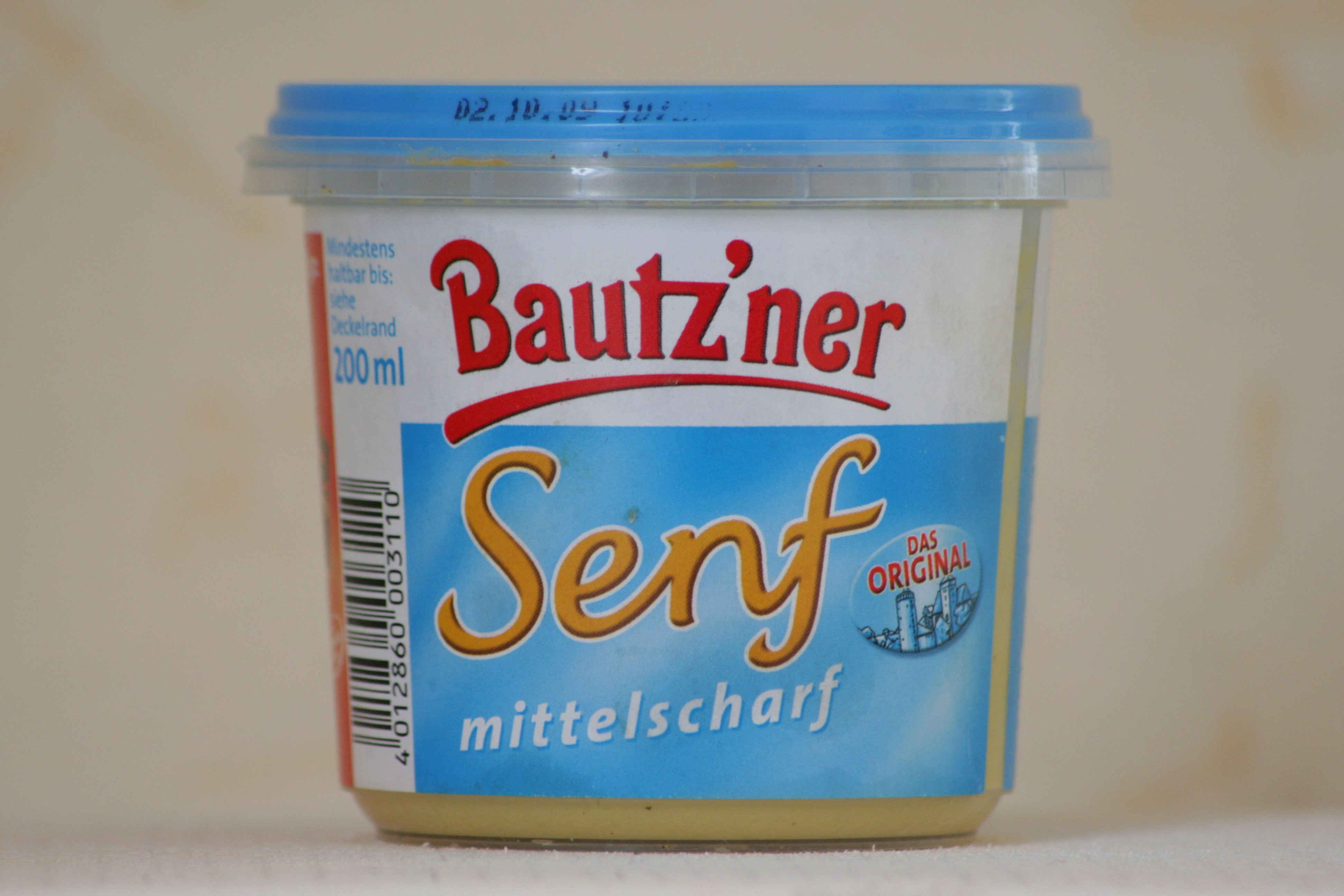
Bautz'ner Senf.

Bautz’ner is een Duits (voormalige DDR) merk dat levensmiddelen produceert, gelegen in de gemeente Bautzen in de Duitse deelstaat Saksen. Het belangrijkste handelsmerk is de mosterd, de zogeheten Bautz’ner Senf.

## Geschiedenis
De traditie van de mosterdproductie in Bautzen begon in 1866. Vanaf 1953 kwam de middelscherpe mosterd op de markt. Ten tijde van de DDR werd Bautz'ner een van de belangrijkste handelsproducten tot de val van het communisme in Oost-Europa. Daarna kwam een tijd van onzekerheid, maar in tegenstelling tot een hoop andere 'Oostproducten' bleef de mosterd in Duitsland geliefd. Al vlak na de val van de muur toonde het West-Duitse bedrijfsleven interesse in Bautz'ner, maar in 1992 investeerde de Traditionsfirma Develey in het bedrijf en verhuisde het naar Kleinwelka, een dorp binnen de gemeente Bautzen. Het bedrijf heeft sindsdien nieuwe levensmiddelen uitgebracht, waaronder barbecuesauzen en verschillende soorten mosterd.
Sinds 2008 is er in de gemeente Bautzen het Mosterdmuseum. Naast een tentoonstelling van onder andere mosterdpotjes, oude mengmachines en zeldzame kookboeken met het thema mosterd, vindt men er ook een Mosterdtheek, die 's werelds grootste collectie literatuur met betrekking tot mosterd omvat.